# 이완구
이완구(李完九, 1950년 6월 2일~2021년 10월 14일) 대한민국의 정치인이다. 제15·16·19대 국회의원, 제35대 충청남도지사를 역임하였다. 박근혜 정부 시기에는 제43대 국무총리를 지냈다.

## 생애
본관은 여주이며, 충청남도 청양군에서 태어났다. 1974년 제15회 행정고시 합격하여 홍성군청 사무관으로 공직생활을 시작했다. 홍성군청 사무관으로 근무 중 보충역으로 1년 간 병역복무를 했다. 그 후 경제기획원 사무관으로 근무하다 경찰로 자리를 옮겨 홍성경찰서 서장으로 근무했다. 1986년부터 1989년까지는 로스앤젤레스 주재 총영사관 내무영사로 재직했다. 이후 충북지방경찰청장과 충남지방경찰청장을 지냈다.
1995년 경찰에서 나와 민주자유당에 입당하였다. 제15대 총선에 충남 청양군·홍성군에 신한국당 소속으로 출마, 당선되어 제15대 국회의원이 되었다. 그는 당시 선거에서 자유민주연합이 초강세를 보인 충남 지역에서 유일하게 신한국당 소속으로 당선되었으며 한나라당 국회의원에까지 이르렀다. 1998년 정권이 교체되자 한나라당을 탈당하여 무소속 국회의원 전향 직후 자민련에 입당하였으며, 자민련 사무부총장, 자민련 대변인 등을 지냈다. 2000년 총선에도 당선되어 재선 국회의원이 되었으며, 2000년 남북정상회담 대표단에 포함되어 북한에 다녀오기도 했다. 2002년 자민련을 탈당해 한나라당에 복당했으며,제17대 총선에는 출마하지 않았다. 한편, 이완구는 국회의원으로 재직하면서 경기대학교 교수직을 겸임하여 논란의 대상이 되기도 했다.
2006년 지방 선거에서는 한나라당 소속으로 충청남도지사에 당선되어, 제35대 충남도지사가 되었으나, 2009년 12월에 이명박 정부의 세종시 수정안에 반발하며 사퇴하였다. 그 후 이완구는 몇년 간 정계·관계에서 떠나 있었고, 혈액암의 일종인 다발성골수종으로 투병 생활을 하기도 했다. 2013년 대한민국 재보궐선거에 새누리당 소속으로 출마, 당선되어 이완구는 3선 국회의원이 되었다. 2014년 5월부터 새누리당 원내대표를 지냈다.
2015년 1월 23일에 제43대 국무총리로 내정되었으나, 병역 기피·부동산 투기 등의 의혹으로, 새정치민주연합 등의 야당은 그의 임명에 대해 강하게 반발하였다. 많은 논란 끝에 인사청문회가 진행되었고, 2월 16일 국회 본회의에서 찬성 148표 반대 128표 무효 5표로 그의 임명동의안이 통과되었고, 2월 17일 박근혜 대통령은 그를 임명하여, 2월 17일 제43대 국무총리로 취임하였다. 그 후 '성완종 리스트'와 연루되었다는 의혹과 이에 분노한 여론에 의해, 국무총리 임명 후 63일 만인 4월 20일 사의를 표명했고, 당시 해외 순방중인 대통령은 사실상 이를 수락했으며, 4월 27일 대통령이 사표를 정식으로 수리하면서 그의 사퇴가 확정되었다. 정부서울청사에서 이임식을 하고 국무총리직을 내려놓았다. 총리 재임 기간은 70일이었다.
2020년 1월 28일, 제21대 국회의원 선거에 불출마 선언하였다.
2021년 10월 14일, 혈액암으로 투병 중 71세의 나이로 사망했다.

## 경력
- 1974년 5월: 제15회 행정고등고시 합격
- 1974년: 홍성군청 사무관
- 1975년~1977년 8월: 경제기획원 사무관
- 1977년 8월~1981년 11월: 치안본부 경정(국가보위비상대책위원회 파견, 치안본부 수사1과 국제형사담당 등)
- 1981년 11월~1982년: 대전지방경찰청 홍성경찰서 서장(총경)
- 1982년 6월~1984년 7월: 치안본부 경무부 경무과장
- 1984년 7월~1985년 3월: 치안본부 정보2부 제3과장
- 1985년 3월~1986년 1월: 치안본부 외사3과장
- 1986년 1월~1989년 3월: 치안본부 총경[미국 LA 한국총영사관 내무영사(해외주재관 파견)]
- 1989년 3월~1989년 9월: 치안본부 외사2과장
- 1989년 9월~1991년 1월: 치안본부 본부장 보좌관(경무관)
- 1991년 1월~1991년 3월: 경기지방경찰청 제1부장
- 1991년 3월~1992년 4월: 서울지방경찰청 제3부장
- 1992년 4월~1993년 3월: 경찰청 감사관
- 1993년 3월~1993년 9월: 충북지방경찰청 청장(치안감)
- 1993년 9월~1994년 6월: 경찰청 기획관리관
- 1994년 6월~1995년 2월: 충남지방경찰청 청장
- 1995년 3월~1995년 12월: 민주자유당 충남 청양, 홍성지구당 위원장
- 1996년 3월~2006년 2월: 경기대학교 행정대학원 교수
- 1996년 5월~2000년 5월: 제15대 국회의원(충남 청양군·홍성군, 신한국당→한나라당→무소속→자유민주연합, 초선)
- 1996년 5월~1997년 3월: 신한국당 이홍구 대표 비서실 실장
- 1996년 7월: 국회 제도개선특별위원회 위원
- 1996년 7월~1998년 8월: 제15대 국회 농림수산위원회 위원
- 1996년 7월: 제15대 국회 예산결산특별위원회 위원
- 1997년 4월: 신한국당 원내부총무
- 1997년 8월~1997년 10월: 국회 정치개혁입법특별위원회 위원
- 1997년~1998년: 국회 운영위원회 위원
- 1997년 9월~1997년 11월: 신한국당 대선기획단 조직1본부 중부권대책단 단장
- 1997년 9월: 국회 예산결산특별위원회 위원
- 1998년 3월: 국회 예산결산특별위원회 위원
- 1998년 6월~1998년 10월: 자유민주연합 제1사무부총장
- 1998년 7월~1998년 11월: 자유민주연합 사무총장 대행
- 1998년 8월~2000년 5월: 국회 농림해양수산위원회 위원, 간사
- 1998년 10월~1999년 4월: 자유민주연합 대변인
- 2000년 5월~2004년 5월: 제16대 국회의원(충남 청양군·홍성군, 자유민주연합→무소속→한나라당, 재선)
- 2000년 6월: 남북정상회담 남측대표단
- 2000년 6월~2002년 6월: 국회 재정경제위원회 위원
- 2000년 10월: 한빛은행국정조사특별위원회 위원
- 2001년 1월~2001년 10월: 자유민주연합 원내총무
- 2001년: 제16대 국회 운영위원회,정보위원회 위원
- 2001년 2월~2001년 3월: 제16대 국회 국제경기대회지원특별위원회 위원장
- 2001년 10월~2002년 10월: 자유민주연합 지도위원회 위원장
- 2002년 7월: 제16대 국회 예산결산특별위원회 위원
- 2002년 7월~2004년 5월: 제16대 국회 재정경제위원회 위원
- 2004년~2006년 2월: 미국 캘리포니아 대학교 로스앤젤레스교 교환교수
- 2006년 7월~2009년 12월: 제35대 충청남도지사(민선 4기, 한나라당, 초선)
- 2006년 11월~2008년 5월: 제3기 국가균형발전위원회 민간위원
- 2008년 4월: 한국지역신문협회 명예회장
- 2013년 4월~2016년 5월: 제19대 국회의원(충남 부여군·청양군, 새누리당, 3선)
- 2014년 5월~2015년 1월: 새누리당 원내대표 당선
- 2014년 5월~2015년 2월: 후반기 국회 국회운영위원회 위원장
- 2014년 6월~2015년 1월: 후반기 국회 안전행정위원회 위원, 정보위원회 위원
- 2015년 2월 17일~2015년 4월 27일: 대한민국 제43대 국무총리
- 2015년 3월: 광복70년기념사업추진위원회 정부위원장
- 2015년 8월: 제19대 국회 후반기 환경노동위원회 위원
- 2015년 10월: 제19대 국회 후반기 농림축산식품해양수산위원회 위원
- 서울대학교 총동창회 고문

## 수상
- 2001년: 한국언론인연합회 올해의 정치인
- 2007년: 대한민국 혁신경영인 대상
- 2008년: 한국 최고의 경영자대상 광역지방자치단체부문
- 2008년: 제1회 국제최고경영자상
- 2008년: 외국기업의 날 대통령 상
- 2014년: 제16회 백봉 라용균 선생 기념사업회 백봉신사상
- 2015년: 자랑스러운 성균인상

## 가족 관계
- 아버지(2008년 3월 24일 사망)
- 형제동생: 이흥구, 이승구
- 배우자: 이백연
  - 장남: 이병현
  - 차남: 이병인

## 역대 선거 결과
|  | 47.45% |

|  | 69.35% |

|  | 46.31% |

|  | 77.40% |

## 소속 정당
| 소속 정당 | 소속 정당    | 소속 기간 | 비고           |
| --------- | ------------ | --------- | -------------- |
|           | 민주자유당   | 1995      | 정계 입문      |
|           | 신한국당     | 1995~1997 | 당명 변경      |
|           | 한나라당     | 1997~1998 | 합당           |
|           | 무소속       | 1998      | 탈당           |
|           | 자유민주연합 | 1998~2002 | 입당           |
|           | 무소속       | 2002      | 탈당           |
|           | 한나라당     | 2002~2012 | 복당           |
|           | 새누리당     | 2012~2017 | 당명 변경      |
|           | 자유한국당   | 2017~2020 | 당명 변경      |
|           | 미래통합당   | 2020      | 합당 정계 은퇴 |
|           | 국민의힘     | 2020~2021 | 당명 변경 사망 |

## 같이 보기
- 청양군·홍성군 (1988년 선거구)
- 청양군의 국회의원
- 홍성군의 국회의원
- 부여군·청양군
- 부여군의 국회의원
- 충청남도지사
- 대한민국의 국무총리